# Пулковский путепровод
Пу́лковский путепрово́д — путепровод в Пушкинском районе Санкт-Петербурга. Переброшен через Варшавскую железную дорогу в створе Петербургского шоссе.
Прежде Петербургское шоссе пересекало железную дорогу по переезду. 22 апреля 2016 года было открыто движение по новому путепроводу (по его северной половине). Тогда же перестал действовать переезд. 25 мая 2016 года открывается южная стороны путепровода. Путепровод построен севернее переезда. Сам переезд и будка смотрителя позднее были демонтированы. Асфальт проезжей части старой трассы Петербургского шоссе в основном убрали: восточнее переезда на ее месте построили пешеходную дорогу к верстовому столбу, а западнее заменили травой. Липовые посадки, фиксирующие старую трассу, сохранились.
Путепровод имеет шесть полос движения — в отличие от четырехполосного Петербургского шоссе; это объясняется планами построить развязку с Сарицкой улицей.
Проект реконструкции Петербургского шоссе от Пулковского шоссе до Витебского проспекта был разработан за счет ЗАО «Экспофорум», поскольку расширенная дорога необходима для выставочного комплекса «Экспофорум». Проектировщиком было ООО «Инжтехнология».
30 июля 2019 года путепроводу присвоено название Пулковский — по историческому району Пулковское. Также есть связь с разрушенным в годы войны селом Большое Пулково.